# Picumne des varzéas
Picumnus varzeae
Espèce
Statut de conservation UICN

 NT  : Quasi menacé
Le Picumne des Varzéas (Picumnus varzeae) est une espèce d'oiseaux de la famille des Picidae (sous-famille des Picumninae), endémique de l'Amazonie brésilienne (dans les varzeas, zones régulièrement inondées de la forêt tropicale humide).